# 烏克蘭國旗
烏克蘭國旗（羅馬化：Derzhavnyi Prapor Ukrainy），为一上蓝下黄的双色旗，纵横比例2:3。藍色代表天空與海洋，象徵自由與主權；黃色代表麥田，象徵烏克蘭悠久的農業歷史。黃藍二色為烏克蘭的傳統顏色，源自该国藍盾黃獅徽章。
此旗原为1918年成立的短命政权烏克蘭人民共和國的國旗，但在蘇聯時代被严禁使用，改采用乌克兰苏维埃社会主义共和国国旗。1991年8月24日，随着波罗的海三国从苏联独立，乌克兰最高苏维埃发表国家独立宣言，脱离苏联统治，蓝黄两色国旗恢复使用。1992年1月28日，乌克兰國旗的长宽比例由1:2改为2:3，国旗的颜色稍微调整为深色。

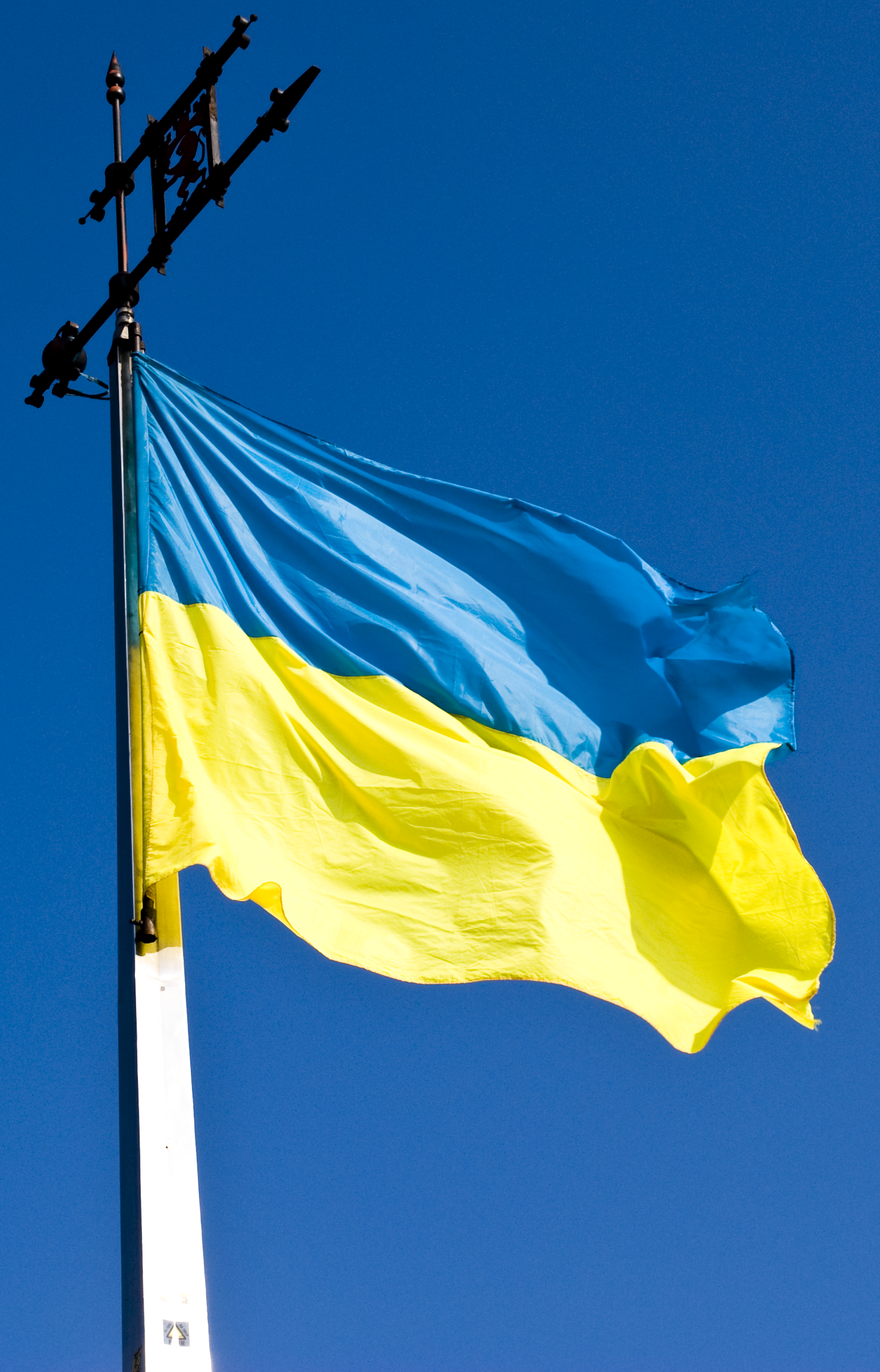
飘扬的乌克兰国旗

《烏克蘭憲法》第20條規定，烏克蘭國旗是一面由面積相等的藍黃兩色橫條組成的旗幟。
每年的8月23日是乌克兰的國旗日，即该国独立日的前一天。

## 国旗格式
| Scheme  | 蓝色                  | 黄色                        |
| ------- | --------------------- | --------------------------- |
| Pantone | Pantone Coated 2935 C | Pantone Coated Yellow 012 C |
| RAL     | 5019 Azure            | 1023 Gold                   |
| RGB     | 0, 87, 183            | 255, 215, 0                 |
| CMYK    | 100, 63, 0, 2         | 0, 2, 100, 0                |
| HEX     | #0057b7               | #ffd700                     |
| Websafe | #0066cc               | #ffcc00                     |

- 乌克兰国旗与奥地利下奥地利州、德国城市开姆尼茨、匈牙利城市佩奇和克罗地亚達爾馬提亞旗帜都非常类似，但这些旗帜蓝色更深。该旗帜也与马来西亚玻璃市的旗帜有些相似，但颜色排列相反，蓝色和黄色影更深，纵横比不同。

## 历代國旗
以下為烏克蘭歷史上曾使用過的旗幟列表。
烏克蘭人民共和國是乌克兰人首次脫離俄罗斯帝国成立的獨立國家，對烏克蘭人民而言意義重大，因此該國旗被下兩行中提到的這兩個烏克蘭本土政權接續使用，因此下表中對於相近時間內出現的同比例及顏色的國旗將不再重複顯示，僅以文字和年份分開表示不同的政權。
烏克蘭國成立於1918年，為從烏克蘭人民共和國內政變而來的新政府，但其國旗仍然維持原狀，且成立時間僅7個月便被烏克蘭人民共和國重新取代，故其使用年份僅顯示1918年。
西烏克蘭人民共和國則為由原奧匈帝國境內的烏克蘭人成立的國家，但於1919年象徵性的和烏克蘭人民共和國合併，但各自政府運作仍然彼此獨立。
| 國旗                            | 國家政权                   | 使用年份及比例     |
| ------------------------------- | -------------------------- | ------------------ |
|                                 | 烏克蘭人民共和國           | 1917–1918；比例2:3 |
| 烏克蘭國                        | 1918；比例2:3              |                    |
| 西乌克兰人民共和国              | 1918-1919；比例2:3         |                    |
|                                 | 烏克蘭苏维埃人民共和國     | 1917-1918；比例2:3 |
|                                 | 烏克蘭蘇維埃共和國         | 1918；比例未知     |
| 敖得薩蘇維埃共和國              |                            | 1918；比例未知     |
| 頓內茨克-克里沃羅格蘇維埃共和國 |                            | 1918；比例未知     |
|                                 | 烏克蘭人民共和國           | 1918-1920；比例2:3 |
|                                 | 烏克蘭蘇維埃社會主義共和國 | 1919-1929；比例1:2 |
|                                 | 烏克蘭蘇維埃社會主義共和國 | 1929-1937；比例1:2 |
|                                 | 烏克蘭蘇維埃社會主義共和國 | 1937-1949；比例1:2 |
|                                 | 烏克蘭蘇維埃社會主義共和國 | 1949-1991；比例1:2 |
|                                 | 烏克蘭                     | 1991-1992；比例1:2 |
|                                 | 烏克蘭                     | 1992-；比例2:3     |

## 其他旗帜
- 总统旗
- 带国徽的国旗（非正式）
- 带国徽的国旗（非正式）
- 卫生部旗
- 信息政策部旗
- 农业政策和食品部旗
- 国防部旗
- 乌克兰武装部队旗
- 乌克兰陆军旗
- 乌克兰海军旗
- 乌克兰空军旗
- 乌克兰国家卫队旗
- 乌克兰海岸警卫队旗
- 乌克兰海岸警卫队舰首旗

## 类似旗帜
- 不伦瑞克公国国旗
- 不伦瑞克自由州州旗
- 達爾馬提亞地区旗
- 开姆尼茨市旗
- 下奥地利州州旗